# Suchań (gmina)
Suchań – gmina miejsko-wiejska w południowej części województwa zachodniopomorskiego, w powiecie stargardzkim. Siedzibą gminy jest miasto Suchań.
Na 114 gmin w województwie, gmina Suchań zajmuje 80. miejsce pod względem powierzchni.

## Położenie
Gmina znajduje się w południowej części województwa zachodniopomorskiego, w południowej części powiatu stargardzkiego, na obszarze Pojezierza Ińskiego, Pojezierza Choszczeńskiego i (w bardzo małym fragmencie) Równiny Pyrzyckiej.
Teren gminy Suchań graniczy od strony zachodniej z gminą wiejską Stargard. Północną granicę częściowo wyznacza struga Reczyca oraz linia kolejowa nr 403.  Wschód gminy wyznacza linia jezior Wapnica i Sierakowo. Granicę południową gminy stanowi rzeka Ina.
Gminy sąsiednie:
- zachód: Stargard (gmina wiejska),
- północ: Marianowo, Dobrzany,
- wschód: Recz,
- południe: Choszczno, Dolice.
Do 31 grudnia 1998 r. wchodziła w skład województwa szczecińskiego.
Gmina stanowi 8,7% powierzchni powiatu.

## Demografia
Dane z 30 września 2023:
- liczba mieszkańców miasta Suchania: 1323 osoby,
- liczba mieszkańców gminy ogółem: 2592 osoby.
Łącznie miasto oraz gminę Suchań zamieszkuje 3915 osób.

## Przyroda i turystyka
Południową granicę gminy wyznacza dostępna dla kajaków rzeka Ina, a przez Suchań przepływa jej dopływ, Rzeczyca. Tereny leśne zajmują 13% powierzchni gminy, a użytki rolne 77%.
W Żukowie znajduje się stadnina koni, która dysponuje ukrytą ujeżdżalnią koni umożliwiającą jazdę konną w okresie zimowym. Ośrodek Jeździectwa Konnego w Żukowie dysponuje ponad setką koni sportowych. Posiada zaplecze noclegowe i rekreacyjne.
Na terenie gminy znajduje się Jezioro Wapnickie o pow.62,5 ha i Jezioro Sierakowskie o pow. 65 ha, które głównie pełnią funkcję rybacką. 

## Komunikacja
Gmina Suchań położona jest wzdłuż drogi krajowej nr 10 ze Szczecina do Bydgoszczy, Torunia i Warszawy w odległości 56 km od Szczecina, 20 od Stargardu, 14 km od Recza. Ponadto przez gminę przebiega droga wojewódzka nr 160 do Miedzichowa, przez Piasecznik (7 km), Choszczno (18 km), Drezdenko i Międzychód.
Suchań był jednym z dwóch miast w obecnym województwie zachodniopomorskim (obok Dziwnowa), które nie zostało skomunikowane kolejowo. Najbliżej położona jest linia kolejowa otwarta w 1895 r. ze Stargardu do Kalisza Pomorskiego (ostatni etap linii z Piły) przez najbliższą miastu stację Tarnowo Pomorskie. Linię zamknięto w 2000 r., po tym czasie odcinek Stargard-Kalisz Pomorski kilkakrotnie otwierano i zamykano. Od września 2006 r. wznowiono działalność.
W gminie czynny jest 1 urząd pocztowy: Suchań (nr 73-132), przy czym miejscowość Brudzewice posiada kod pocztowy Pęzina (73-131).

## Zabytki
- Kościół pw. Matki Boskiej Nieustającej Pomocy w Suchaniu
- Kościół pw. Najświętszego Serca Pana Jezusa w Sadłowie
- Kościół pw. św. Józefa w Słodkowie
- Kościół pw. Matki Boskiej Szkaplerznej w Słodkówku
- Kościół pw. Chrystusa Króla w Suchanówku
- Kościół pw. św. Franciszka z Asyżu w Nosowie
- Kościół pw. św. Antoniego w Żukowie
- Kościół pw. św. Jana Kantego w Wapnicy
- Młyn w Suchaniu (spalony w 2006 r.)
- Młyn wodny w Suchanówku
- Ruiny zamku w Suchaniu (widoczne pozostałości fundamentów)
- Pozostałości zamków w Wapnicy i Brudzewicach

## Gospodarka
Podstawowym kierunkiem gospodarczym jest rolnictwo. W gminie funkcjonuje drobny przemysł metalowy oraz przedsiębiorstwa handlowe i usługowe. 
Atutem gminy jest:
- strategicznie korzystna dostępność komunikacyjna, (droga krajowa nr 10 i droga 160),
- sprzyjające warunki do wypoczynku w okolicy rzeki Iny i jezior: Wapnickie i Sierakowskie.

## Kultura i oświata
Gmina realizuje swoje zadania w zakresie oświaty w ramach działalności Szkoły podstawowej im. Janusza Kusocińskiego w Suchaniu oraz placówek na terenie gminy.
Parafia rzymskokatolicka jest jedyną instytucją religijną działającą na terenie gminy Suchań. Dom parafialny zlokalizowany jest przy ulicy ks. kard. A. Hlonda 12 w miejscu starej remizy strażackiej, która została zburzona w 2003 r. Parafia wchodzi w skład dekanatu Suchań.
Gmina posiada jeden stadion piłkarski (w Suchaniu). Działa tu Ludowy Zespół Sportowy „Orkan”, w którym trenują i grają piłkarze w grupach: seniorów, juniorów oraz trampkarzy. Ponadto we wszystkich wsiach znajdują się boiska sportowe. Szkoła w Suchaniu posiada zespół boisk i salę gimnastyczną. Ponadto działa w niej Ludowy Uczniowski Klub Sportowy „Kusy”.

## Administracja i samorząd
W 2016 r. wykonane wydatki budżetu gminy Suchań wynosiły 15,9 mln zł, a dochody budżetu 16,9 mln zł. Zobowiązania samorządu (dług publiczny) według stanu na koniec 2016 r. wynosiły 2,7 mln zł, co stanowiło 15,7% poziomu dochodów.
Sołectwa gminy Suchań: Brudzewice, Modrzewo, Nosowo, Sadłowo, Słodkowo, Słodkówko, Suchanówko, Tarnowo, Wapnica i Żukowo.

## Miejscowości
MiastoSuchań
MiejscowościBrudzewice, Modrzewo, Nosowo, Sadłowo, Słodkowo, Słodkówko, Suchanówko, Tarnowo, Wapnica i Żukowo, Ininy, Kolonia Brudzewice, Kolonia Modrzewo, Kolonia Suchanki, Kolonia Żukowo, Podłęcze, Przewóz (historyczna), Robno, Suchanki, Zaolzie, Zastawie.